# Sleep with me tonight
Sleep with me tonight is een lied geschreven door Burt Bacharach en Carole Bayer Sager.

## Neil Diamond
Neil Diamond nam het nummer op voor zijn studioalbum Primitive. Dat album kende een ongelukkige start want er leefde onmin tussen Diamond en zijn platenlabel Columbia Records. Diamond had namelijk net meegewerkt aan een album dat via Capitol Records was verschenen (The Jazzsinger). Columbia wilde Primitive niet uitgeven zoals Diamond het had opgenomen. Een aantal tracks sneuvelde en Sleep with me tonight werd door de muziekproducent flink onder handen genomen. De single is waarschijnlijk niet uitgegeven in Nederland. Diamond haalde er de Amerikaanse Billboard Hot 100 niet mee, wel de Adult Contemporary-lijst.
Patti LaBelle nam het vervolgens op voor haar album Winner in you in 1986.

## Sandra Reemer
Sleep with me tonight werd eveneens een single voor Sandra Reemer. Het is afkomstig van haar album The best of my love. Ook Sandra Reemer had er geen hit mee.
Sandra Reemer

Al di là · Stille nacht, heilige nacht · 'k Zweef aan m'n ballonnetje · Gloria, gloria · Sluimer zacht · Singapura · Hoe leit dit kindeke · Mijn gitaar · Kopi susu · Als jij maar wacht · Een bos rozen · Heimwee · Mijn concert · Teddy song · Jij vergeet · Since you have gone · (I've got) A love like a rainbow · Simon Zealotes · Love me, honey · The party's over · Trust in me · This is your heartbeat · How little we know · Colorado · Nothing's gonna change · It hurts to be in love · America here I come · Indonesia · Get it on · Rien ne va plus · Fly like an angel · Gold · All out of love · Sleep with me tonight · Laughter in the rain · Goodnight, sweetheart, goodnight · Smoke gets in your eyes · La colegiala · For your love · He was the one · Love is cruel · Domenica · The last goodbye · Mensen zoals jij · Kom naar me toe · Alles wat ik wil · Een boom voor het leven · De mooiste droom is vogelvrij
Sandra en Andres

Storybook children · Somethin' in my heart · For the first time in my life · Reach for the moon · Let us pray together · Love is all around · Those words · Que je t'aime · Mary Madonna · Als het om de liefde gaat · Mama mia · Auntie · Aime-moi · Dzjing boem! · True love · You believed · Oh, nous sommes très amoureux
Dutch Divas

Work that body · From New York to L.A.